# Придніпровське (Нікопольський район)

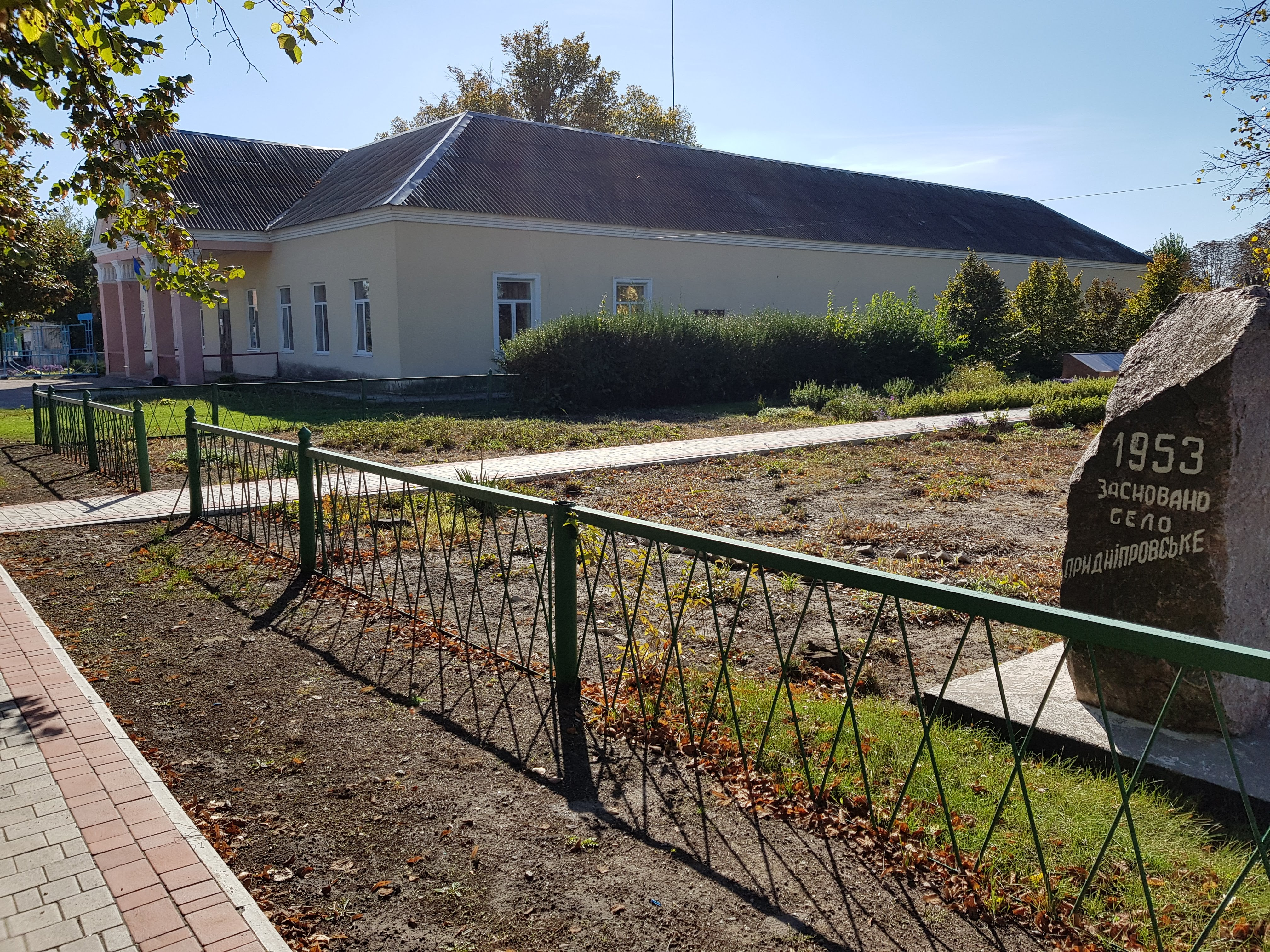
Будинок культури та пам'ятний камінь встановленний в один з ювілеїв заснування села

Придніпро́вське — село в Нікопольському районі Дніпропетровської області. До 2017 року адміністративний центр Придніпровської сільської ради. Населення — близько 2 тисяч мешканців. Входить до складу Червоногригорівської селищної територіальної громади.

## Географія
Село Придніпровське знаходиться на півдні області майже за 100 кілометрів від обласного центру, на правому березі затоки Каховського водосховища, вище за течією на протилежному березі затоки на відстані 0,5 км розташоване село Кам'янське, нижче за течією примикає село Мусіївка. Є східним передмістям Нікополя. Поруч проходять Автошлях Н 23, Р73 і залізниця станція Платформа 105 км.

## Історія
Придніпровське засноване 1919 року переселенцями з Новопавлівської волості. У 1920 році виникло перше ТОЗ, куди увійшло 8 господарств. У 1923 році створено артіль «Незаможник», перетворена в 1930 році в колгосп «Аврора». Протягом періоду радянської влади центральна садиба цього колгоспу розміщувалась у Придніпровському.
Зазначену вище інформацію взято з історії СРСР, але село Придніпровське фактично з'явилося в 1953 році. Місцевими жителями називалося «Нехотіловка», бо були не раді переїзду внаслідок відселення частини населення із зони затоплення Каховського водосховища. Більша частина населення переїхала з села Новопавлівки (сьогодні частина міста Нікополь).

## Сучасність
На сьогодні в Придніпровському є дитячий садок, середня школа, фельдшерсько-акушерський пункт, декілька продуктових магазинів, декілька барів та кафе, є діюча церква УПЦ МП.
Дороги в селі асфальтовані, але їх стан постійно погіршується, хоча деколи проводиться частковий ремонт.
Село газифіковане, є централізоване питне водопостачання, сучасне освітлення (не завжди працює, але є).
Є сезонне постачання технічної води для поливу та поїння худоби.
На базі колишнього колгоспу імені крейсера «Аврора» працює ТОВ «Агро-Еліта» та декілька фермерів.
Повз Придніпровське проходить залізнична колія, є зупинка платформа 105 км.
Село Придніпровське знаходиться поруч з автошляхом Н-23 (починається в місті Кропивницький, проходить через Кривий Ріг, Апостолове, Нікополь, Марганець і закінчується в місті Запоріжжя, загальна довжина — 244,6 км.), також біля Придніпровського розташована розвилка на зазначеному шляху в сторону міста Дніпро (автошлях Т 0809). На зазначені розвилці автошляху Н-23 сезонно (з середини весни та до пізньої осені) працює овочевий ринок.
21 листопада 2014 року у селі невідомі завалили пам'ятник Леніну.

## Населення

### Мова
Розподіл населення за рідною мовою за даними перепису 2001 року:
| Мова            | Кількість | Відсоток |
| --------------- | --------- | -------- |
| українська      | 2183      | 89.36%   |
| російська       | 246       | 10.07%   |
| білоруська      | 8         | 0.33%    |
| болгарська      | 1         | 0.04%    |
| польська        | 1         | 0.04%    |
| інші/не вказали | 4         | 0.16%    |
| Усього          | 2443      | 100%     |

## Постаті
- Іволга Сергій Олексійович (1969—2015) — солдат Збройних сил України, учасник військового конфлікту на сході України.